# Маврикій (візантійський імператор)
Маври́кій лат. Flavius Mauricius Tiberius Augustus, (539 , Арабісd, Armenia IIId, Східна Римська імперія  — 27 листопада 602 , Harbor of Eutropiusd, Віфінія, Східна Римська імперія ) — імператор Східної Римської імперії (582—602) з династії Юстиніанів.
Мав наступні почесні титули перемоги: Alamannicus («переможець алеманський»), Gothicus («переможець ґотський»), Anticus («переможець антів»), Alanicus («переможець аланів»), Wandalicus («переможець вандалів»), Erullicus («переможець герулів»), Gypedicus («переможець гепідів»), Africus («переможець Африки»).

## Біографічні відомості

Східне Причорномор'я і Балкани за часів Маврикія

Належав до старовинного аристократичного роду. Старший син Павла, голови сінкліту (візантійського сенату). 579 року був головним воєначальником в азійських провінціях Східної Римської імперії.
Преподобний Теодор Сикеот передбачив, що Маврикій, який у той час повертався до Константинополя після перської війни через Галатію, стане імператором. Пророкування здійснилося й імператор Маврикій виконав прохання святого — присилав щороку в Сикеотський монастир хліб для безлічі людей, які годувалися там.
582 року став зятем імператора Тиберія II Костянтина й слідом за тим його спадкоємцем. Чесний і освічений, він своїми реформами у війську й бажанням зменшити витрати на армію спричинив невдоволення солдатів, що виразилося в 588 році у великому заколоті, який лише насилу вдалося придушити. Перську війну, яка дісталася йому від попередника, Маврикію вдалося закінчити завдяки смутам у Персії, що змусили Хосрова II звернутися за допомогою до Візантії. У 591 році уклав вигідний мир з Персією, за яким до Візантії відійшла частина Вірменії.
Маврикій не вмів подобатися підданим. Літописець, який із захопленням писав, про те, що імператор «вигнав з душі своєї охлократію пристрастей, затвердивши у своїх думках аристократію і навчаючи підданих наслідувати його», можливо мимоволі, але прямо натякнув на це — володар не любив і зневажав натовп.
Найбільше сучасники докоряли Маврикію за його жадібність. Вже при сходженні на престол, імператор відмовився від традиції попередників і не оголосив про зниження податків та прощення недоїмків. Натомість повідомив про будівництво нового водогону.
При цьому суворий до підданих володар виявився надзвичайно щедрим до своїх родичів. Батько, мати, брат, сестри, кузен, зять — всі вони отримували від Маврикія посади, титули, палаци, маєтки і гроші. Імператорське весілля було надзвичайно пишним, володар навіть оплатив мешканцям Константинополя влаштовані на його честь бенкети.
Дружина Константина народила Маврикію шістьох синів і чотирьох доньок. Первістка Феодосія імператор зробив своїм співправителем вже в трирічному віці. А коли царевичу виповнилося шістнадцять, одружив його на доньці патриція Германа.
Державу імператор сприймав як родинну власність, яку сподівався передати спадкоємцю. Тому й намагався скоротити державні витрати та збільшити власні доходи. Заради економії скасовували урочистості і заощаджували на розвагах для підданих. Охоче приймали доноси на багатіїв — заради конфіскації їхнього майна. Підозрювали, що Маврикій наживається навіть на спекуляції хлібом.
Авари прибули до Карпатського басейну в 568 році. Майже одразу вони здійснили напад на Сирмію, наріжний камінь римської оборони на Дунаї, але були відбиті. Потім вони відправили 10 000 кутригурів і гунів для вторгнення у східно-римську провінцію Далмація. Після цього відбувся період перемир'я, протягом якого Візантія платила їм 80 000 золотих солідів на рік.
У 579 році, після того, як скарбниця стала порожня, Тиберій II припинив виплати. Авари помстилися черговою облогою Сирмії. Місто впало 581 року, після чого були взяті ще кілька погано захищених фортець уздовж Дунаю.
Слов'янські племена склавінів та антів почали активно заселяти Балкани з 580-х рр. У 584 році анти загрожували столиці Візантії, а 586 року авари взяли в облогу Салоніку, а слов'яни дійшли аж до Пелопоннесу. 583 року авари та слов'яни відвоювали в Маврикія кілька дунайських фортець, у 586—587 роках дійшли до Адріанополя; постраждав від їх атаки навіть Пелопоннес.
Після своєї перемоги на східному кордоні Візантії в 591 році Маврикій міг спокійно зосередитися на Балканах. Він розгорнув кілька походів проти слов'ян та аварів. У 592 р. його війська відібрали Сінгидунум (сучасний Белград) в аварів. 593 року головнокомандувач Пріск, найкращий полководець Маврикія, після ряду перемог над аварами, слов'янами та гепідами перейшов через Дунай у нинішню Валахію, але в 595 році імператор, що не довіряв Пріску, замінив його своїм братом Петром, при якому знову почалися невдачі й авари разом зі слов'янами осадили Фесалоніки.
Незважаючи на початкові невдачі, Петро таки здобув перемогу над слов'янами та аварами у Валахії. Пріск, який тепер командував іншою армією, що рушила далі вгору за течією Дунаю, знову переміг аварів у 595 році. Того ж року візантійці уклали мирний договір з аварським ватажком Баяном I, який дозволив їм відправити війська у Валахію.
У 598 році. Маврикій порушив мирну угоду й Пріск знову повернув вдачу імператорській зброї. У 599 році візантійські війська завдавали поразки аварам і гепідам. У 600 році з аварами був укладений новий мир, за яким Дунай був визнаний границею імперії. У 601 році візантійці дійшли до Тиси й у 602 році вдало билися зі слов'янами у Валахії. У 601—602 роках, завдяки вдалій візантійській дипломатичній політиці, союзниками візантійських військ, які воювали на Балканах під командуванням брата Маврикія Петра, проти аварів виступили анти.
Маврикій бажав, щоб військо його перезимувало у ворожій землі, але це поновлення стародавніх римських традицій викликало нове, згубне для імператора, заворушення солдат. На чолі армії став центуріон (за сучасними відомостями дукс) Фока, що направився до Константинополя. Водночас у місті збунтувалися циркові партії, невдоволені суцільною корупцією численних родичів та земляків імператора, які не гребували наживатися на спекуляціях з державним хлібом під час голоду зимою 601 року. Арешти і страти не змогли заспокоїти невдоволений натовп, тому коли армія Фоки підійшла під стіни Константинополя, повсталий народ відкрив йому ворота. 23 листопада 602 року узурпатор був коронований імператорською короною, а через кілька днів Маврикій за його наказом був убитий разом зі своїми синами й братами.
Протягом всього правління Маврикій стримував наступ на імперію слов'ян, аварів, лангобардів, персів. Внутрішня політика Маврикія вела до децентралізації імперії, а його заповіт (597) передбачав поділ держави між його синами Феодосієм, Тиберієм, Петром, Юстином і Юстиніаном, відновивши ідеї тетрархії часів Діоклетіана: Феодосію переходили Балкани та Мала Азія, Тиберію — Італія, Сардинія, Сицилія, іншим синам — Африка, Іллірик, Сирія та Єгипет. Фактично повалення Маврикія врятувало імперію від розпаду та нової громадянської війни.
Маврикій прагнув послабити вплив Папи Римського Григорія I на візантійські справи, домагався надання Константинопольському Патріарху титулу вселенського.

## «Стратегікон»
Маврикієві іноді приписують т. зв. «Стратегікон» (рубіж VI—VII ст.) — твір, у якому містяться цікаві дані про військову справу у Візантії, а також про побут, суспільний лад, військову справу у антів, аварів, персів, скіфів, гунів. Та більшість цих «етнографічних» повідомлень «Стратегікона», хоча частково і збігаються з археологічними даними, все ж є стереотипними для зображення північних варварів, а запозичення сягають навіть давньогрецьких та римських авторів — Геродота, Плінія Старшого та інших.
Дискусія навколо авторства «Стратегікона» тривала більше двох століть, авторство Маврикія викликало сумнів, в науковий обіг було введено термін «Псевдо-Маврикій». Та в останні роки було віднайдено кілька нових наукових аргументів та свідчень на користь авторства Маврикія.

## Канонізація
Канонізований у Православ'ї як Святий Мученик Римський Імператор Маврикій I. День Пам'яті — 28 листопада.